# ماريا أدلر
ماريا أدلر (بالسويدية: Maria Adler)‏ (28 مايو 1992 في السويد - ) هي لاعبة كرة يد السويد في مركز ظهير ‏. لعبت مع Odense Håndbold ‏.

## وصلات خارجية
- ماريا أدلر على موقع الاتحاد الأوروبي لكرة اليد (الإنجليزية)